# Banoštor
Banoštor (in ungherese Bánmonostor, in latino Bononia) è un paese serbo di 743 abitanti, comunità amministrativa della municipalità di Beočin, situato nella regione della Voivodina.

## Geografia fisica
È situato a nord della regione della Sirmia, sulla sponda destra del Danubio e a ridosso delle pendici settentrionali del Fruška Gora. Dista 28 chilometri da Novi Sad.

## Etimologia
Il toponimo significa monastero del bano: il monastero fu fondato da Beloš nel XII secolo.

## Storia
Sul luogo dell'attuale paese, nel III secolo a.C. si trovava un insediamento celtico di nome Malata, ribattezzato Bononia dai Romani che conquistarono la regione nel I secolo a.C. Essi trasformarono l'abitato in una roccaforte militare, presso la quale era stanziata l'unità denominata Cohors Alpinorum. Anche la legione Herculia VI ebbe base a Bononia. Nelle vicinanze vennero eretti due altari, uno in onore di Giove, l'altro di Nettuno.
Durante la seconda guerra mondiale numerosi serbi della zona morirono nel campo di concentramento di Jasenovac degli ustascia croati, alleati della Germania nazista.

## Società

### Evoluzione demografica
- 1921: 1,095
- 1931: 1,784
- 1948: 705
- 1953: 677
- 1961: 678
- 1971: 733
- 1981: 650
- 1991: 618
- 2002: 780
- 2011: 737

## Monumenti e luoghi d'interesse
La Chiesa ortodossa di San Giorgio del XIX secolo è classificata come "monumento di grande importanza".